# Reine-Klasse
Die Reine-Klasse ist eine aus zwei Einheiten bestehende Klasse von Patrouillenbooten der norwegischen Küstenwache.

## Geschichte
Die am 18. April 2007 bestellten Schiffe wurden auf der polnischen Werft Szczecińska Stocznia Remontowa „Gryfia“ gebaut. Der Entwurf stammte vom norwegischen Schiffsarchitekturbüro Skipsteknisk in Ålesund und ist eine Weiterentwicklung des Typs ST-610, von dem zuvor fünf Einheiten für die norwegische Marine gebaut worden waren, die dort die Nornen-Klasse bilden. Er wird von Skipsteknisk als ST-610L bezeichnet.
Die Schiffe wurden im Juli 2010 bzw. im Februar 2011 abgeliefert und sind seitdem in Fahrt. Sie werden für Küstenwachaufgaben in den norwegischen Hoheitsgewässern eingesetzt und unterstützen dabei Polizei, Zoll, Fischereiaufsicht und andere öffentliche Stellen. Weiterhin werden sie für Such- und Rettungseinsätze und bei Seeunfällen eingesetzt. Die Olav Tryggvason wird für Ausbildungs- und Schulungszwecke genutzt.
Die Schiffe werden von der Remøy-Management-Gruppe bereedert. Sie sind langfristig an die norwegische Marine verchartert und werden vom Heimevernet betrieben.

## Beschreibung
Die Schiffe werden dieselelektrisch angetrieben. Die elektrischen Antriebsmotoren treiben zwei Propellergondeln (Typ: Schottel STP 1010) an. Die Propellergondeln sind jeweils mit einem Zug- und einem Druckpropeller ausgestattet, die im Vergleich zu Propellergondeln mit nur einem Propeller einen höheren Wirkungsgrad haben. Die Schiffe sind mit einem elektrisch angetriebenen Bugstrahlruder mit 300 kW Leistung ausgerüstet. Für die Stromversorgung stehen vier Cummins-Dieselmotoren mit zusammen 2900 kW Leistung zur Verfügung (2 × KTA38, 1 × 7CTA-8.3D, 1 × KTA19), die Marelli-Generatoren antreiben.
Die Schiffe verfügen über eine hochgezogene und gedeckte Back, die direkt in die Decksaufbauten übergeht. Die Brücke ist etwa im Mittschiffsbereich auf die Decksaufbauten aufgesetzt. Im Heckbereich der Schiffe befindet sich ein offenes Arbeitsdeck. Hier steht ein Kran für das Bewegen von Lasten zur Verfügung. Auf dem Arbeitsdeck können beispielsweise zwei Container oder Mehrzweckboote mitgeführt werden.
Der Rumpf der Schiffe ist eisverstärkt (Eisklasse C). Der Pfahlzug der Schiffe beträgt 32 t.
Die Schiffe sind mit zwei 12,7-mm-Maschinengewehren ausgerüstet.
Die Schiffe sind für den Betrieb mit 32 Besatzungsmitgliedern vorgesehen. Bei Bedarf können weitere Personen an Bord untergebracht werden.

## Schiffe
| Reine-Klasse    | Reine-Klasse     | Reine-Klasse | Reine-Klasse | Reine-Klasse                                    |
| Bauname         | Schiffs- kennung | Bau- nummer  | IMO- Nummer  | Kiellegung Stapellauf Ablieferung               |
| --------------- | ---------------- | ------------ | ------------ | ----------------------------------------------- |
| Olav Tryggvason | P380             | 302/I        | 9517460      | 10. Januar 2008 27. Juli 2010                   |
| Magnus Lagabøte | P381             | 302/II       | 9517472      | 10. November 2008 22. Mai 2009 22. Februar 2011 |

Heimathafen der Schiffe ist Fosnavåg.